# Choroń (gromada)
Choroń – dawna gromada, czyli najmniejsza jednostka podziału terytorialnego Polskiej Rzeczypospolitej Ludowej w latach 1954–1972.
Gromady, z gromadzkimi radami narodowymi (GRN) jako organami władzy najniższego stopnia na wsi, funkcjonowały od reformy reorganizującej administrację wiejską przeprowadzonej jesienią 1954 do momentu ich zniesienia z dniem 1 stycznia 1973, tym samym wypierając organizację gminną w latach 1954–1972.
Gromadę Choroń z siedzibą GRN w Choroniu utworzono – jako jedną z 8759 gromad na obszarze Polski – w powiecie zawierciańskim w woj. stalinogrodzkim, na mocy uchwały nr 24/54 WRN w Stalinogrodzie z dnia 5 października 1954. W skład jednostki weszły obszary dotychczasowych gromad Choroń i Dębowiec ze zniesionej gminy Poraj w tymże powiecie; a także oddziały leśne nr nr 16A, 17A, 19A, 20A, 23A–25A, 28A–31A, 33A–36A i 38A–40A z Nadleśnictwa Rzeniszów. Dla gromady ustalono 14 członków gromadzkiej rady narodowej.
1 stycznia 1956 gromada weszła w skład nowo utworzonego powiatu myszkowskiego w tymże województwie
29 lutego 1956 z gromady Choroń wyłączono kolonię "Choroń Rozparcelowany", włączając ją do osiedla Poraj w tymże powiecie.
20 grudnia 1956 województwo stalinogrodzkie przemianowano (z powrotem) na katowickie.
31 grudnia 1959 do gromady Choroń włączono obszary zniesionych gromad Jastrząb i Kuźnica Stara w tymże powiecie, równocześnie przenosząc siedzibę GRN gromady Choroń z Choronia do Poraja.
1 stycznia 1967 z gromady Choroń wyłączono przysiółki Całgowizna i Frączkowizna, włączając je do gromady Masłońskie w tymże powiecie.
Gromada przetrwała do końca 1972 roku, czyli do kolejnej reformy gminnej.